# Chersomorpha
Chersomorpha es un género de polillas pertenecientes a la subfamilia Tortricinae, de la familia Tortricidae.

## Especies
- Chersomorpha biocellana (Walker, 1863)
- Chersomorpha hyphantria Diakonoff, 1984
- Chersomorpha taospila Meyrick, 1926